# Que Me Quedes Tú
"Que Me Quedes Tú" é uma canção da artista musical colombiana Shakira, para o seu quinto álbum de estúdio Laundry Service. Ela o lançou como o único single promocional do álbum. Também foi incluído no seu primeiro álbum de grandes êxitos (2002).
"Que Me Quedes Tú" foi escrito por Shakira e composto por ela e seu amigo de longa data Luis Fernando Ochoa. Foi lançado como um single digital em dezembro de 2002, atingindo o ponto número um na parada da Billboard Hot Latin Tracks, tornando-se muito bem sucedido em todo o mercado de língua espanhola.

## Videoclipe
O videoclipe de acompanhamento para "Que Me Quedes Tú" foi dirigido pelos diretores argentinos Ramiro Agula e Esteban Sapir, que também dirigiram o clipe de "The One" e o DVD Live & off the Record.

## Formatos e faixas
Digital download
1. "Que Me Quedes Tú" - 4:48